# Forsterygion lapillum
Forsterygion lapillum és una espècie de peix de la família dels tripterígids i de l'ordre dels perciformes.

## Morfologia
- Els mascles poden assolir 6,7 cm de longitud total.[2]

## Alimentació
Menja principalment amfípodes, isòpodes i poliquets.

## Hàbitat
És un peix marí, de clima temperat i bentopelàgic que viu entre 0-20 m de fondària.

## Distribució geogràfica
Es troba a Nova Zelanda.

## Observacions
És inofensiu per als humans.